# Храм Успения Пресвятой Богородицы (Узунджово)
Храм Успения Пресвятой Богородицы (болг. Успение Богородично) — болгарская православная церковь в селе Узунджово муниципалитета Хасково, Болгария. Изначально построенная во времена Османской империи как мечеть, была в 1906 году реконструирована под церковь.

## История
Согласно местной легенде, османские завоеватели разрушили изначально существовавшую болгарскую деревню c церковью. По приказу султана Баязида II был построен караван-сарай для путешествующих торговцев, вокруг которого возникла турецкая деревня под названием «Узунча Ова», в дальнейшем получившая название «Узунджово». Согласно описанию османского путешественника Эвлеи Челеби, посетившего поселение в конце XVII века, расположенный в деревне караван-сарай напоминает по своей массивности знаменитый дворец в Пазарджике, построенный Мактулом Паргалы Ибрагим-пашой. Он включает 80 очагов, уютных как внутри, так и снаружи, а также просторный внутренний двор, что делает его особенно внушительным. В поселении имеется одна мечеть, несколько небольших гостиниц и оживленный рынок, защищенный двумя массивными железными дверями, напоминающими крепостные ворота. Все крыши покрыты голубоватым свинцом. Однако, несмотря на эти строения, в городе насчитывается лишь около сотни ветхих домов, и воды в нем нет.
Исследования турецкого ученого Ибрагима Татарлы по османским религиозным зданиям и надписям указывают на то, что мечеть спроектировал известный османский архитектор Мимар Синан. Австрийский историк Йозеф фон Хаммер-Пургшталь также подтверждает это утверждение с помощью имеющихся документов, которые показывают, что Синан выдал 30 000 турецких курушей в 1593 году на строительство мечети, караван-сарая, имарета и бани в селе Узунджово. Болгарские ученые, такие как Иван Богданов, оспаривают участие Синана, поскольку Узунджово уже прочно обосновалось как место религиозного судьи к 1566 году.
После освобождения Болгарии в 1878 году турецкое население покинуло Узунджово. Караван-сарай и другие общественные здания были снесены, сохранились только мечеть и один из входов в караван-сарай. Мечеть была заброшена, пока не рухнула деревенская церковь святого Иоанна Крестителя. Не имея средств на новое здание, церковный совет Узунджово решил превратить мечеть в церковь. Для этой цели 10-е очередное Народное собрание Болгарии предоставило приходу мечеть для использования в качестве церковной собственности. Однако жители Узунджово воспротивились этой идее и решили вместо этого снести мечеть и использовать ее строительные материалы для новой церкви. После трехлетних дебатов было выдвинуто решение, согласно которому мечеть все равно необходимо сохранить для потомков и частично реконструировать. В 1906 году она была официально освящена как церковь.
После того, как церковь была реконструирована более века спустя, митрополит Пловдивский Николай повторно освятил ее 9 сентября 2007 года.